# Talaromyces
Talaromyces — рід аскомікотових грибів родини Trichocomaceae. Містить 42 види.

## Поширення
Представників роду знайдено по всьому світі. Більшість видів живуть на ґрунті та поверхні рослин.

## Види
- T. albobiverticillius
- T. amestolkae[2]
- T. apiculatus
- T. assiutensis
- T. atroroseus[3]
- T. aurantiacus
- T. austrocalifornicus
- T. bacillisporus
- T. barcinensis
- T. boninensis
- T. brunneus
- T. calidicanius
- T. cecidicola
- T. coalescens
- T. convolutus
- T. dendriticus
- T. derxii
- T. duclauxii
- T. echinosporus
- T. emodensis
- T. erythromellis
- T. euchlorocarpius
- T. flavus
- T. funiculosus
- T. galapagensis
- T. hachijoensis
- T. helicus
- T. indigoticus
- T. intermedius
- T. islandicus
- T. lagunensis
- T. leycettanus
- T. loliensis
- T. luteus
- T. macrosporus
- T. malagensis
- T. marneffei
- T. mimosinus
- T. minioluteus
- T. muroii
- T. palmae
- T. panamensis
- T. paucisporus
- T. phialosporus
- T. piceus
- T. pinophilus
- T. pittii
- T. primulinus
- T. proteolyticus
- T. pseudostromaticus
- T. purpureus
- T. purpurogenus[2]
- T. rademirici
- T. radicus
- T. ramulosus
- T. retardatus
- T. rotundus
- T. ruber[2]
- T. rubicundus
- T. rugulosus
- T. ryukyuensis
- T. sabulosus
- T. siamensis
- T. stipitatus
- T. stollii[2]
- T. subinflatus
- T. sublevisporus
- T. tardifaciens
- T. thermocitrinus
- T. trachyspermus
- T. ucrainicus
- T. udagawae
- T. unicus
- T. variabilis
- T. varians
- T. vermiculatus = T. flavus
- T. verruculosus
- T. viridis
- T. viridulus
- T. wortmannii

## Значення
Рід Talaromyces містить небезпечних збудників захворювань людини та тварин. Talaromyces marneffei — збудник смертельного мікозу у людей з ослабленим ВІЛом імунітетом з країн Східної Азії, таких як Китай, Тайвань, Таїланд та В'єтнам. T. indigoticus був виділений у 2010 році з ураження шкіри та нігтів у чоловіка, який страждав на оніхомікоз в Західній Панамі, T. piceus викликав фунгіємію та реберний остеомієліт у хворого на Х-хронічну гранулематозну хворобу (X-CGD), T. radicus спричинив смертельну інфекцію в німецької вівчарки, Т. helicus викликав гранулематозний лімфаденіт в лабрадора-ретривера, Т. amestolkiae і Т. stollii були виділені з легень і мокротиння ВІЛ-інфікованого пацієнта.
Talaromyces також мають важливе негативне значення в харчовій промисловості. Грибки T. macrosporus, T. flavus, T. bacillisporus, T. helicus, T. stipitatus, T. trachyspermus та T. wortmannii спричиняють псування пастеризованих соків та інших продуктів на основі фруктів. Деякі види також виробляють мікотоксини в харчових продуктах. T. purpurogenus виробляє рубратоксин, який є потенційним гепатотоксином. Так у 1996 році підлітку потрібна була негайна трансплантація печінки після вживання компоту з ревеню, який був забруднений T. purpurogenus і містив високу концентрацію рубратоксину. Talaromyces islandicus викликає пожовтіння рису, а також виробляє мікотоксини, такі як циклохлоротин, островітоксин, еритроскірин та лутеоскірин, які є гепатотоксичними та канцерогенними агентами.
Talaromyces flavus є одним  з найважливіших антагоністів грибів, і використовується як біоконтроль збудників ґрунтових грибкових захворювань помідорів, картоплі, баклажанів, таких як Verticillium dahliae, Verticillium albo-atrum, Rhizoctonia solani та Sclerotinia sclerotiorum.